# 편해문
편해문(片海文, 1969년 ~ )은 대한민국의 자유놀이 옹호가, 놀이터 디자이너, 놀이터 비평가, 놀이운동가이다.

## 학력
- 부산대학교 대학원 유아교육학과 박사과정

## 경력
- 세종시 행정중심복합도시 어린이놀이터 시범사업 총괄 계획가
- 서울시 교육청 놀이터재구성위원회 위원장
- 순천시 「기적의 놀이터」 조성 총괄 기획자
- 시흥시 건강도시과 PLAYSTART 추진단장
- 경기도 아이누리놀이터협의회 위원
- 일본모험놀이터만들기협회 정회원
- 책읽는사회문화재단 상임위원
- 어린이도서연구회 자문위원
- 공동육아와 공동체교육 전문위원

## 저서
- 『귄터가 꿈꾸는 놀이터 드로잉』(공저) (소나무, 2016)
- 『놀이터, 위험해야 안전하다』 (소나무, 2015)
- 『우리 이렇게 놀아요』(공저) (소나무, 2015)
- 『아이들은 놀이가 밥이다』 (소나무, 2012)
- 『께롱께롱 놀이노래』 (보리,  2008)
- 『아이들은 놀기 위해 세상에 온다』 (소나무, 2007)
- 『어린이 민속과 놀이문화』 (민속원, 2005)
- 『옛 아이들의 노래와 놀이 읽기』 (박이정, 2002)
- 『동무 동무 씨동무 - 옛 아이들 노래』 (창비, 1998)
- 『가자 가자 감나무 - 옛 아이들 노래』 (창비, 1998)
- 『문도령과 정수남을 둘 다 사랑한 자청비』 (소나무, 2015)
- 『북두칠성을 낳은 매화부인』 (소나무, 2014)
- 『수수께끼야 나오너라 1』 (보리,  2013)
- 『수수께끼야 나오너라 2』 (보리,  2017)
- 『속임수로 세상을 차지한 소별왕』 (소나무, 2013)
- 『아이를 주시는 삼신할머니』 (소나무, 2008)
- 『산나물아 어딨노』 (소나무, 2006)
- 『소꿉』(고래가그랬어, 2009)

## 상훈
- 1998년 제2회 좋은 어린이책 공모 비창작부문 대상

## 관련 기사
- 손석희의 시선집중 2012년 9월 29일 <토요일에 만난 사람> "아이들은 놀기 위해 세상에 온다" - 편해문 어린이 놀이 운동가